# 대한민국의 사적 (1960년대)
사적(史蹟)은 기념물 가운데 선사시대의 유적 및 고분, 정치 및 전쟁에 관한 유적, 제사ㆍ신앙에 관한 유적, 산업ㆍ교통ㆍ토목에 관한 유적, 교육ㆍ사회사업 관계 유적, 분묘와 비석 등의 유적으로 중요한 것을 말한다.

## 지정 목록 (1960년대)

### (구) 제1호 ~ 제100호
| 번호  | 사진 | 명칭                                                                                | 소재지                                                         | 관리자 (단체)    | 지정일                                                                      | 참조 |
| 1호   |      | 경주 포석정지 (慶州 鮑石亭址) (Poseokjeong Pavilion Site, Gyeongju)                 | 경북 경주시 배동 454-3                                         | 경주시           | 1963년 1월 21일 지정                                                        |      |
| 2호   |      | 김해 봉황동 유적 (金海 鳳凰洞 遺蹟) (Archaeological Site in Bonghwang-dong, Gimhae) | 경남 김해시 봉황동 253번지외                                   | 김해시           | 1963년 1월 21일 지정                                                        |      |
| 3호   |      | 수원 화성 (水原 華城) (Hwaseong Fortress, Suwon)                                    | 경기 수원시 팔달구 장안동 1-2번지                              | 수원시           | 1963년 1월 21일 지정                                                        |      |
| 4호   |      | 부여 가림성 (扶餘 加林城) (Garimseong Fortress, Buyeo)                              | 충남 부여군 임천면 성흥로97번길 167 (군사리)                   | 부여군           | 1963년 1월 21일 지정                                                        |      |
| 5호   |      | 부여 부소산성 (扶餘 扶蘇山城) (Busosanseong Fortress, Buyeo)                        | 충남 부여군 부여읍 부소로 31 (쌍북리)                          | 부여군           | 1963년 1월 21일 지정                                                        |      |
| 6호   |      | 경주 황룡사지 (慶州 皇龍寺址) (Hwangnyongsa Temple Site, Gyeongju)                  | 경북 경주시 구황동 320-1                                       | 경주시           | 1963년 1월 21일 지정                                                        |      |
| 7호   |      | 경주 망덕사지 (慶州 望德寺址) (Mangdeoksa Temple Site, Gyeongju)                    | 경북 경주시 배반동 956                                         | 경주시           | 1963년 1월 21일 지정                                                        |      |
| 8호   |      | 경주 사천왕사지 (慶州 四天王寺址) (Sacheonwangsa Temple Site, Gyeongju)             | 경북 경주시 배반동 935-2                                       | 경주시           | 1963년 1월 21일 지정                                                        |      |
| 9호   |      | 울산학성 (蔚山鶴城)                                                                 | 경남 울산시 중구 학성동 2                                      | 울산시           | 1963년 1월 21일 지정, 1997년 1월 1일 해제, 울산 문화재자료 제7호로 재지정   |      |
| 10호  |      | 서울 한양도성 (서울 漢陽都城) (Hanyang City Wall, Seoul)                            | 서울 종로구 누상동 산1-3외                                     | 서울특별시       | 1963년 1월 21일 지정, 2011년 7월 28일 명칭변경                              |      |
| 11호  |      | 서울 풍납동 토성 (서울 風納洞 土城) (Earthen Fortification in Pungnap-dong, Seoul)  | 서울 송파구 풍납동 72-1외                                      | 송파구           | 1963년 1월 21일 지정, 2011년 7월 28일 명칭변경                              |      |
| 12호  |      | 공주 공산성 (公州 公山城) (Gongsanseong Fortress, Gongju)                           | 충남 공주시 산성동 2번지                                       | 공주시           | 1963년 1월 21일 지정                                                        |      |
| 13호  |      | 공주 송산리 고분군 (公州 宋山里 古墳群) (Ancient Tombs in Songsan-ri, Gongju)       | 충남 공주시 금성동 산5-1                                       | 공주시           | 1963년 1월 21일 지정                                                        |      |
| 14호  |      | 부여 능산리 고분군 (扶餘 陵山里 古墳群) (Ancient Tombs in Neungsan-ri, Buyeo)       | 충남 부여군 부여읍 능산리 15                                   | 부여군           | 1963년 1월 21일 지정                                                        |      |
| 15호  |      | 경주 흥륜사지 (慶州 興輪寺址) (Heungnyunsa Temple Site, Gyeongju)                   | 경북 경주시 사정동 281-1                                       | 경주시           | 1963년 1월 21일 지정                                                        |      |
| 16호  |      | 경주 월성 (慶州 月城) (Wolseong Palace Site, Gyeongju)                              | 경북 경주시 인왕동 387-1번지                                   | 경주시           | 1963년 1월 21일 지정                                                        |      |
| 17호  |      | 경주 남고루 (慶州 南古壘) (Namgoru Embankment, Gyeongju)                            | 경북 경주시 원효로207번길 28-1, 황남동, 인왕동,성동동 (황오동) | 경주시           | 1963년 1월 21일 지정                                                        |      |
| 18호  |      | 경주 동궁과 월지 (慶州 東宮과 月池) (Donggung Palace and Wolji Pond, Gyeongju)      | 경북 경주시 인왕동 517번지 일대                                | 경주시           | 1963년 1월 21일 지정                                                        |      |
| 19호  |      | 경주 계림 (慶州 鷄林) (Gyerim Forest, Gyeongju)                                     | 경북 경주시 교동 1번지                                         | 경주시           | 1963년 1월 21일 지정                                                        |      |
| 20호  |      | 경주 무열왕릉 (慶州 武烈王陵) (Tomb of King Muyeol, Gyeongju)                       | 경북 경주시 서악동 842                                         | 경주시           | 1963년 1월 21일 지정                                                        |      |
| 21호  |      | 경주 김유신묘 (慶州 金庾信墓) (Tomb of Kim Yu-sin, Gyeongju)                        | 경북 경주시 충효동 산7-10                                      | 경주시           | 1963년 1월 21일 지정                                                        |      |
| 22호  |      | 경주 남산신성 (慶州 南山新城) (Namsansinseong Fortress, Gyeongju)                   | 경북 경주시 인왕동,탑동,남산동,배반동,배동                     | 경주시           | 1963년 1월 21일 지정                                                        |      |
| 23호  |      | 경주 경덕왕릉 (慶州 景德王陵) (Tomb of King Gyeongdeok, Gyeongju)                   | 경북 경주시 내남면 부지리 산8                                  | 경주시           | 1963년 1월 21일 지정                                                        |      |
| 24호  |      | 경주 진덕여왕릉 (慶州 眞德女王陵) (Tomb of Queen Jindeok, Gyeongju)                 | 경북 경주시 현곡면 오류리 산48                                 | 경주시           | 1963년 1월 21일 지정                                                        |      |
| 25호  |      | 경주 부산성 (慶州 富山城) (Busanseong Fortress, Gyeongju)                           | 경북 경주시 건천읍 송선리 산195                                | 경주시           | 1963년 1월 21일 지정                                                        |      |
| 26호  |      | 경주 원성왕릉 (慶州 元聖王陵) (Tomb of King Wonseong, Gyeongju)                     | 경북 경주시 외동읍 괘능리 산17                                 | 경주시           | 1963년 1월 21일 지정                                                        |      |
| 27호  |      | 경주 구정동 방형분 (慶州 九政洞 方形墳) (Square Tomb in Gujeong-dong, Gyeongju)     | 경북 경주시 구정동 산41                                        | 경주시           | 1963년 1월 21일 지정                                                        |      |
| 28호  |      | 경주 성덕왕릉 (慶州 聖德王陵) (Tomb of King Seongdeok, Gyeongju)                    | 경북 경주시 조양동 산8                                         | 경주시           | 1963년 1월 21일 지정                                                        |      |
| 29호  |      | 경주 헌덕왕릉 (慶州 憲德王陵) (Tomb of King Heondeok, Gyeongju)                     | 경북 경주시 동천동 80                                          | 경주시           | 1963년 1월 21일 지정                                                        |      |
| 30호  |      | 경주 흥덕왕릉 (慶州 興德王陵) (Tomb of King Heungdeok, Gyeongju)                    | 경북 경주시 안강읍 육통리 산42                                 | 경주시           | 1963년 1월 21일 지정                                                        |      |
| 31호  |      | 경주 감은사지 (慶州 感恩寺址) (Gameunsa Temple Site, Gyeongju)                      | 경북 경주시 양북면 용당리 55-1                                 | 경주시           | 1963년 1월 21일 지정                                                        |      |
| 32호  |      | 서울 독립문 (서울 獨立門) (Dongnimmun Arch, Seoul)                                  | 서울 서대문구 현저동 941                                       | 서대문구         | 1963년 1월 21일 지정                                                        |      |
| 33호  |      | 서울 영은문 주초 (서울 迎恩門 柱礎) (Plinths of Yeongeunmun Gate, Seoul)            | 서울 서대문구 현저동 945                                       | 서대문구         | 1963년 1월 21일 지정, 2011년 7월 28일 명칭변경                              |      |
| 34호  |      | 부여 청마산성 (扶餘 靑馬山城) (Cheongmasanseong Fortress, Buyeo)                    | 충남 부여군 부여읍 능산리 산1-1                                | 부여군           | 1963년 1월 21일 지정                                                        |      |
| 35호  |      | 부산일본성 (釜山日本城)                                                             | 부산 동구 범일동                                               | .                | 1963년 1월 21일 지정, 1969년 8월 1일 해제, 보존가치가 없으므로 해제         |      |
| 36호  |      | 마산일본성 (馬山日本城)                                                             | 경남 마산시 산호1동                                            | .                | 1963년 1월 21일 지정, 1969년 8월 1일 해제, 보존가치가 없으므로 해제         |      |
| 37호  |      | 평창 오대산사고 (平昌 五臺山史庫) (Odaesan National History Archives, Pyeongchang)  | 강원 평창군 진부면 동산리 산1                                  | 평창군           | 1963년 1월 21일 지정                                                        |      |
| 38호  |      | 경주노동리고분군 (慶州路東里古墳群)                                                 | 경북 경주시 노동동 261                                         | 경주시           | 1963년 1월 21일 지정, 2011년 7월 28일 해제, 사적 제512호로 통합 재지정      |      |
| 39호  |      | 경주노서리고분군 (慶州路西里古墳群)                                                 | 경북 경주시 노서동 104                                         | 경주시           | 1963년 1월 21일 지정, 2011년 7월 28일 해제, 사적 제512호로 통합 재지정      |      |
| 40호  |      | 경주황남리고분군 (慶州皇南里古墳群)                                                 | 경북 경주시 황남동 6-1                                         | 경주시           | 1963년 1월 21일 지정, 2011년 7월 28일 해제, 사적 제512호로 통합 재지정      |      |
| 41호  | .    | 경주황오리고분군 (慶州皇吾里古墳群)                                                 | 경북 경주시 황오동 102-3                                       | 경주시           | 1963년 1월 21일 지정, 2011년 7월 28일 해제, 사적 제512호로 통합 재지정      |      |
| 42호  | .    | 경주인왕리고분군 (慶州仁旺里古墳群)                                                 | 경북 경주시 인왕동 669-1                                       | 경주시           | 1963년 1월 21일 지정, 2011년 7월 28일 해제, 사적 제512호로 통합 재지정      |      |
| 43호  |      | 경주 금척리 고분군 (慶州 金尺里 古墳群) (Ancient Tombs in Geumcheok-ri, Gyeongju)   | 경북 경주시 건천읍 금척리 192-1                                | 경주시           | 1963년 1월 21일 지정                                                        |      |
| 44호  |      | 부여 군수리 사지 (扶餘 軍守里 寺址) (Temple Site in Gunsu-ri, Buyeo)                | 충남 부여군 부여읍 군수리 19                                   | 부여군           | 1963년 1월 21일 지정                                                        |      |
| 45호  |      | 경주 장항리 사지 (慶州 獐項里 寺址) (Temple Site in Janghang-ri, Gyeongju)          | 경북 경주시 양북면 장항리 1081                                 | 경주시           | 1963년 1월 21일 지정                                                        |      |
| 46호  |      | 경주 원원사지 (慶州 遠願寺址) (Wonwonsa Temple Site, Gyeongju)                      | 경북 경주시 외동읍 모화리 2                                    | 경주시           | 1963년 1월 21일 지정                                                        |      |
| 47호  |      | 경주 명활성 (慶州 明活城) (Myeonghwalseong Fortress, Gyeongju)                      | 경북 경주시 천군동, 보문동                                     | 경주시           | 1963년 1월 21일 지정                                                        |      |
| 48호  |      | 관문성 (關門城) (Gwanmunseong Fortress)                                             | 울산 북구 중산동(동대산) ~ 울주군 두동면(치술령 망부석)        | 경주시외         | 1963년 1월 21일 지정                                                        |      |
| 49호  |      | 승주신성리성 (昇州新城里城)                                                         | 전남 순천시 해룡면 신성리 5                                    | 승주군           | 1963년 1월 21일 지정, 1997년 1월 1일 해제, 전남 기념물 171호로 재지정       |      |
| 50호  |      | 사천선진리성 (泗川船津里城)                                                         | 경남 사천시 용현면 선진리 402                                  | 사천군           | 1963년 1월 21일 지정, 1997년 1월 1일 해제, 경남 문화재자료 274호로 재지정   |      |
| 51호  |      | 김해죽도성 (金海竹島城)                                                             | 부산 강서구 죽림동 787                                         | 부산시           | 1963년 1월 21일 지정, 1997년 1월 1일 해제, 부산 기념물 47호로 재지정        |      |
| 52호  |      | 기장죽성리성 (機張竹城里城)                                                         | 부산 기장군 기장읍 죽림리 46                                   | 부산시 기장군    | 1963년 1월 21일 지정, 1997년 1월 1일 해제, 부산 기념물 제48호로 재지정      |      |
| 53호  |      | 웅천안골리성 (熊川安骨里城)                                                         | 경남 진해시 안골동 산27                                        | 진해시           | 1963년 1월 21일 지정, 1997년 1월 1일 해제, 경남 문화재자료 제275호로 재지정 |      |
| 54호  |      | 서생포성 (西生浦城)                                                                 | 경남 울산군 서생면 서생리 213                                  | 울산군           | 1963년 1월 21일 지정, 1997년 1월 1일 해제, 울산 문화재자료 제8호로 재지정   |      |
| 55호  |      | 영주 소수서원 (榮州 紹修書院) (Sosuseowon Confucian Academy, Yeongju)               | 경북 영주시 순흥면 내죽리 151                                  | 영주시           | 1963년 1월 21일 지정                                                        |      |
| 56호  |      | 고양 행주산성 (高陽 幸州山城) (Haengjusanseong Fortress, Goyang)                    | 경기 고양시 덕양구 행주내동 산26                               | 고양시           | 1963년 1월 21일 지정                                                        |      |
| 57호  |      | 남한산성 (南漢山城) (Namhansanseong Fortress)                                       | 경기 광주시 남한산성면 산성리 산1                              | (재)경기문화재단 | 1963년 1월 21일 지정                                                        |      |
| 58호  |      | 부여 나성 (扶餘 羅城) (Outer City Wall, Buyeo)                                      | 충남 부여군 부여읍 염창리 565                                  | 부여군           | 1963년 1월 21일 지정                                                        |      |
| 59호  | .    | 부여 청산성 (扶餘 靑山城) (Cheongsanseong Fortress, Buyeo)                          | 충남 부여군 부여읍 쌍북리 6                                    | 부여군           | 1963년 1월 21일 지정                                                        |      |
| 60호  |      | 서천 건지산성 (舒川 乾芝山城) (Geonjisanseong Fortress, Seocheon)                   | 충남 서천군 한산면 지현리 산3                                  | 서천군           | 1963년 1월 21일 지정                                                        |      |
| 61호  |      | 고령 주산성 (高靈 主山城) (Jusanseong Fortress, Goryeong)                           | 경북 고령군 대가야읍 중화리 산3번지 외 29필                    | 고령군           | 1963년 1월 21일 지정                                                        |      |
| 62호  |      | 대구 달성 (大邱 達城) (Dalseong Fortress, Daegu)                                    | 대구 중구 달성공원로 35 (달성동)                               | 중구             | 1963년 1월 21일 지정                                                        |      |
| 63호  |      | 물금증산성 (勿禁甑山城)                                                             | 경남 양산시 물금읍 증산리 산 38-1                              | 양산군           | 1963년 1월 21일 지정, 1997년 1월 1일 해지, 경남 문화재자료 제276호로 재지정 |      |
| 64호  |      | 창녕 화왕산성 (昌寧 火旺山城) (Hwawangsanseong Fortress, Changnyeong)               | 경남 창녕군 창녕읍 옥천리 산322                                | 창녕군           | 1963년 1월 21일 지정                                                        |      |
| 65호  |      | 창녕 목마산성 (昌寧 牧馬山城) (Mongmasanseong Fortress, Changnyeong)                | 경남 창녕군 창녕읍 송현리 산5-2번지                            | 창녕군           | 1963년 1월 21일 지정                                                        |      |
| 66호  |      | 김해 분산성 (金海 盆山城) (Bunsanseong Fortress, Gimhae)                            | 경남 김해시 가야로405번안길 210-162 (어방동)                   | 김해시           | 1963년 1월 21일 지정                                                        |      |
| 67호  |      | 함안 성산산성 (咸安 城山山城) (Seongsansanseong Fortress, Haman)                    | 경남 함안군 함안읍 괴산리, 가야읍 광정리 569                   | 함안군           | 1963년 1월 21일 지정                                                        |      |
| 68호  |      | 강진 고려청자 요지 (康津 高麗靑瓷 窯址) (Goryeo Celadon Kiln Site, Gangjin)         | 전남 강진군 대구면 사당리 산4외                                | 강진군           | 1963년 1월 21일 지정                                                        |      |
| 69호  |      | 부안 유천리 요지 (扶安 柳川里 窯址) (Kiln Site in Yucheon-ri, Buan)                 | 전북 부안군 보안면 유천리 14                                   | 부안군           | 1963년 1월 21일 지정                                                        |      |
| 70호  |      | 부안 진서리 요지 (扶安 鎭西里 窯址) (Kiln Site in Jinseo-ri, Buan)                  | 전북 부안군 진서면 진서리 56                                   | 부안군           | 1963년 1월 21일 지정                                                        |      |
| 71호  |      | 성산사부동도요지 (星山沙鳧洞陶窯址)                                                 | 경북 고령군 성산면 사부동 산16                                 | 고령군           | 1963년 1월 21일 지정, 2011년 7월 28일 해제, 사적 제510호로 통합, 재지정     |      |
| 72호  |      | 성산기산동도요지 (星山箕山洞陶窯址)                                                 | 경북 고령군 성산면 기산동 산81                                 | 고령군           | 1963년 1월 21일 지정, 2011년 7월 28일 해제, 사적 제510호로 통합, 재지정     |      |
| 73호  |      | 김해 수로왕릉 (金海 首露王陵) (Tomb of King Suro, Gimhae)                           | 경남 김해시 가락로93번길 26 (서상동)                           | 김해시           | 1963년 1월 21일 지정                                                        |      |
| 74호  |      | 김해 수로왕비릉 (金海 首露王妃陵) (Tomb of Queen Consort of King Suro, Gimhae)      | 경남 김해시 구산동 120                                         | 김해시           | 1963년 1월 21일 지정                                                        |      |
| 75호  |      | 김해 구산동 고분군 (金海 龜山洞 古墳群) (Ancient Tombs in Gusan-dong, Gimhae)       | 경남 김해시 구산동 64                                          | 김해시           | 1963년 1월 21일 지정                                                        |      |
| 76호  |      | 나주대안리고분군 (羅州大安里古墳群)                                                 | 전남 나주시 반남면 대안리 103                                  | 나주시           | 1963년 1월 21일 지정, 2011년 7월 28일 해제, 사적 제513호로 통합, 재지정     |      |
| 77호  |      | 나주신촌리고분군 (羅州新村里古墳群)                                                 | 전남 나주시 반남면 신촌리 산41                                 | 나주시           | 1963년 1월 21일 지정, 2011년 7월 28일 해제, 사적 제513호로 통합, 재지정     |      |
| 78호  |      | 나주덕산리고분군 (羅州德山里古墳群)                                                 | 전남 나주시 반남면 덕산리 473                                  | 나주시           | 1963년 1월 21일 지정, 2011년 7월 28일 해제, 사적 제513호로 통합, 재지정     |      |
| 79호  |      | 고령 지산동 고분군 (高靈 池山洞 古墳群) (Ancient Tombs in Jisan-dong, Goryeong)     | 경북 고령군 대가야읍 지산리 산8번지                            | 고령군           | 1963년 1월 21일 지정                                                        |      |
| 80호  |      | 창녕교동고분군 (昌寧校洞古墳群)                                                     | 경남 창녕군 창녕읍 교리129                                     | 창녕군           | 1963년 1월 21일 지정, 2011년 7월 28일 해제, 사적 제514호로 통합 재지정      |      |
| 81호  |      | 창녕송현동고분군 (昌寧松峴洞古墳群)                                                 | 경남 창녕군 창녕읍 송현리 20-1                                 | 창녕군           | 1963년 1월 21일 지정, 2011년 7월 28일 해제, 사적 제514호로 통합 재지정      |      |
| 82호  |      | 경주 천군동 사지 (慶州 千軍洞 寺址) (Temple Site in Cheongun-dong, Gyeongju)        | 경북 경주시 천군동 548-1                                       | 경주시           | 1963년 1월 21일 지정                                                        |      |
| 83호  |      | 서울 선잠단지 (서울 先蠶壇址) (Seonjamdan Altar Site, Seoul)                        | 서울 성북구 성북동 64-1                                        | 성북구           | 1963년 1월 21일 지정, 2011년 7월 28일 명칭변경                              |      |
| 84호  |      | 함안도항리고분군 (咸安道項里古墳群)                                                 | 경남 함안군 가야읍 도항리 484                                  | 함안군           | 1963년 1월 21일 지정, 2011년 7월 28일 해제, 사적 제515호로 통합 재지정      |      |
| 85호  |      | 함안말산리고분군 (咸安末山里古墳群)                                                 | 경남 함안군 가야읍 말산리 325-2                                | 함안군           | 1963년 1월 21일 지정, 2011년 7월 28일 해제, 사적 제515호로 통합 재지정      |      |
| 86호  |      | 성주 성산동 고분군 (星州 星山洞 古墳群) (Ancient Tombs in Seongsan-dong, Seongju)   | 경북 성주군 성주읍 성산리 산61                                 | 성주군           | 1963년 1월 21일 지정                                                        |      |
| 87호  |      | 익산 쌍릉 (益山 雙陵) (Ancient Tombs in Seongsan-dong, Seongju)                     | 전북 익산시 석왕동 산55, 산56                                  | 익산시           | 1963년 1월 21일 지정                                                        |      |
| 88호  |      | 경주 성동동 전랑지 (慶州 城東洞 殿廊址) (Mansion Site in Seongdong-dong, Gyeongju)  | 경북 경주시 성동동 4                                           | 경주시           | 1963년 1월 21일 지정                                                        |      |
| 89호  |      | 부여 석성산성 (扶餘 石城山城) (Seokseongsanseong Fortress, Buyeo)                   | 충남 부여군 석성면 현내리 산83                                 | 부여군           | 1963년 1월 21일 지정                                                        |      |
| 90호  |      | 예산 임존성 (禮山 任存城) (Imjonseong Fortress, Yesan)                              | 충남 예산군 대흥면 상중리 산8번지                              | 예산군           | 1963년 1월 21일 지정                                                        |      |
| 91호  |      | 성주 성산성 (星州 星山城)                                                           | 경북 성주군 선남면 신부리                                      | .                | 1963년 1월 21일 지정 1966년 12월 30일 해제, 군사도로로 사용으로 가치 상실   |      |
| 92호  |      | 익산 토성 (益山 土城) (Earthen Fortification, Iksan)                                | 전북 익산시 금마면 서고도리 50-3                               | 익산시           | 1963년 1월 21일 지정                                                        |      |
| 93호  |      | 양산 북정리 고분군 (梁山 北亭里 古墳群) (Ancient Tombs in Bukjeong-ri, Yangsan)     | 경남 양산시 북정동 697                                         | 양산시           | 1963년 1월 21일 지정                                                        |      |
| 94호  |      | 양산 신기리 고분군 (梁山 新基里 古墳群) (Ancient Tombs in Singi-ri, Yangsan)        | 경남 양산시 신기동 29                                          | 양산시           | 1963년 1월 21일 지정                                                        |      |
| 95호  |      | 양산 중부동 고분군 (梁山 中部洞 古墳群) (Ancient Tombs in Jungbu-dong, Yangsan)     | 경남 양산시 중부동 산1                                         | 양산시           | 1963년 1월 21일 지정                                                        |      |
| 96호  |      | 경주읍성 (慶州邑城) (Gyeongjueupseong Walled Town)                                  | 경북 경주시 북부동 1                                           | 경주시           | 1963년 1월 21일 지정                                                        |      |
| 97호  |      | 양산 신기리 산성 (梁山 新基里 山城) (Fortress in Singi-ri, Yangsan)                 | 경남 양산시 신기동, 호계동, 북정동                             | 양산시           | 1963년 1월 21일 지정                                                        |      |
| 98호  |      | 양산 북부동 산성 (梁山 北部洞 山城) (Fortress in Bukbu-dong, Yangsan)               | 경남 양산시 북부동, 남부동, 중부동, 다방동                     | 양산시           | 1963년 1월 21일 지정                                                        |      |
| 99호  |      | 부여 쌍북리 요지 (扶餘 雙北里 窯址) (Kiln Site in Ssangbuk-ri, Buyeo)               | 충남 부여군 부여읍 쌍북리 산30                                 | 부여군           | 1963년 1월 21일 지정                                                        |      |
| 100호 |      | 양산 법기리 요지 (梁山 法基里 窯址) (Kiln Site in Beopgi-ri, Yangsan)               | 경남 양산시 동면 법기리 산82                                   | 양산시           | 1963년 1월 21일 지정                                                        |      |

### (구) 제101호 ~ 제189호
| 번호  | 사진 | 명칭 | 소재지                                                                      | 관리자 (단체)         | 지정일 | 참조 |
| 101호 |      | 서울 삼전도비 (서울 三田渡碑) (Samjeondobi Monument, Seoul)                                                                              | 서울 송파구 잠실동 47                                                       | 송파구                | 1963년 1월 21일 지정, 2011년 7월 28일 명칭변경                                                                          |      |
| 102호 |      | 만인의총 (萬人義塚) | 전라북도 남원군 남원읍 동충리 420                                           | 남원교육구            | 1963년 1월 21일 지정, 1964년 9월 8일 해제, 1973년 6월 23일 전북 기념물 8호로 재지정, 1981년 4월 1일 사적 272호로 재지정 |      |
| 103호 |      | 부안 구암리 지석묘군 (扶安 龜岩里 支石墓群) (Dolmens in Guam-ri, Buan)                                                                   | 전북 부안군 하서면 석상리 707                                               | 부안군                | 1963년 1월 21일 지정 |      |
| 104호 |      | 남원 황산대첩비지 (南原 荒山大捷碑址) (Site of the Stele for the Victory at Hwangsan Battle, Namwon)                                     | 전북 남원시 운봉읍 가산화수길 84 (화수리)                                   | 남원시                | 1963년 1월 21일 지정 |      |
| 105호 |      | 금산 칠백의총 (錦山 七百義塚) (Tomb of Seven Hundred Patriotic Martyrs, Geumsan)                                                         | 충남 금산군 금성면 의총길 40                                                | 칠백의총관리소        | 1963년 1월 21일 지정 |      |
| 106호 |      | 구례 석주관 칠의사묘 (求禮 石柱關 七義士墓) (Tombs of Seven Patriotic Martyrs in Seokjugwan Fortress, Gurye)                             | 전남 구례군 토지면 송정리 171                                               | 구례군                | 1963년 1월 21일 지정 |      |
| 107호 |      | 강진 정약용 유적 (康津 丁若鏞 遺蹟) (Historic Site Related to Jeong Yak-yong, Gangjin)                                                   | 전남 강진군 도암면 만덕리 산103-2                                           | 강진군                | 1963년 1월 21일 지정 |      |
| 108호 |      | 산청 목면시배 유지 (山淸 木棉始培 遺址) (The First Cotton Farm Site, Sancheong)                                                          | 경남 산청군 단성면 목화로 887 (사월리)                                      | 산청군                | 1963년 1월 21일 지정 |      |
| 109호 |      | 아산 맹씨 행단 (牙山 孟氏 杏壇) (House of the Maeng Clan, Asan)                                                                          | 충남 아산시 배방읍 중리 300                                                 | 아산시                | 1963년 1월 21일 지정 |      |
| 110호 |      | 성저오리정계석표 (城底五里定界石標) | 서울 성북구 정릉동 403-2                                                    |                       | 1963년 1월 21일 지정, 1970년 10월 30일 해제, 경복궁내 이전으로 문화재 가치 손상                                         |      |
| 111호 |      | 김제 벽골제 (金堤 碧骨堤) (Byeokgolje Reservoir, Gimje)                                                                                  | 전북 김제시 부량면 월승리 119                                               | 김제시                | 1963년 1월 21일 지정 |      |
| 112호 |      | 아산 이충무공묘 (牙山 李忠武公墓) (Tomb of Yi Sun-sin, Asan)                                                                             | 충남 아산시 음봉면 삼거리 산2-1                                             | .                     | 1963년 1월 21일 지정 |      |
| 113호 |      | 통영 한산도 이충무공 유적 (統營 閑山島 李忠武公 遺蹟) (Historic Site Related to Yi Sun-sin on Hansando Island, Tongyeong)                | 경남 통영시 한산면 한산일주로 70 (두억리)                                   | 통영시                | 1963년 1월 21일 지정 |      |
| 114호 |      | 완도 묘당도 이충무공 유적 (莞島 廟堂島 李忠武公 遺蹟) (Historic Site Related to Yi Sun-sin on Myodangdo Island, Wando)                   | 전남 완도군 고금면 충무사길 86-31 (덕동리)                                  | 완도군                | 1963년 1월 21일 지정 |      |
| 115호 |      | 수원 화령전 (水原 華寧殿) (Hwaryeongjeon Shrine, Suwon)                                                                                  | 경기 수원시 팔달구 신풍로23번길 34 (신풍동)                                 | 수원시                | 1963년 1월 21일 지정 |      |
| 116호 |      | 서산 해미읍성 (瑞山 海美邑城) (Haemieupseong Walled Town, Seosan)                                                                        | 충남 서산시 해미면 읍내리 16                                                | 서산시                | 1963년 1월 21일 지정 |      |
| 117호 |      | 경복궁 (景福宮) (Gyeongbokgung Palace)                                                                                                   | 서울 종로구 청와대로 1 (세종로)                                             | 문화재청 경복궁관리소 | 1963년 1월 21일 지정 |      |
| 118호 |      | 진주성 (晋州城) (Jinjuseong Fortress) | 경남 진주시 남강로 626 (본성동, 진주성)                                     | 진주시                | 1963년 1월 21일 지정 |      |
| 119호 |      | 고성 송학동 고분군 (固城 松鶴洞 古墳群) (Ancient Tombs in Songhak-dong, Goseong)                                                         | 경남 고성군 고성읍 송학리 470번지 일원                                      | 고성군                | 1963년 1월 21일 지정 |      |
| 120호 |      | 고성 내산리 고분군 (固城 內山里 古墳群) (Ancient Tombs in Naesan-ri, Goseong)                                                            | 경남 고성군 동해면 내산리 산170번지 일원                                    | 고성군                | 1963년 1월 21일 지정 |      |
| 121호 |      | 사직단 (社稷壇) (Sajikdan Altar) | 서울 종로구 사직동 1-28                                                     | 문화재청              | 1963년 1월 21일 지정, 2011년 7월 28일 명칭변경                                                                          |      |
| 122호 |      | 창덕궁 (昌德宮) (Changdeokgung Palace Complex)                                                                                           | 서울 종로구 율곡로 99 (와룡동)                                              | 창덕궁                | 1963년 1월 18일 지정, 2011년 7월 28일 명칭변경                                                                          |      |
| 123호 |      | 창경궁 (昌慶宮) (Changgyeonggung Palace)                                                                                                 | 서울 종로구 창경궁로 185 (와룡동)                                           | 창경궁                | 1963년 1월 18일 지정 |      |
| 124호 |      | 덕수궁 (德壽宮) (Deoksugung Palace) | 서울 중구 세종대로 99 (정동)                                                | 덕수궁.               | 1963년 1월 18일 지정 |      |
| 125호 |      | 종묘 (宗廟) (Jongmyo Shrine) | 서울 종로구 종로 157 (훈정동)                                               | 종묘                  | 1963년 1월 18일 지정 |      |
| 126호 |      | 진도 용장성 (珍島 龍藏城) (Yongjangseong Fortress, Jindo)                                                                                | 전남 진도군 군내면 용장리 106                                               | 진도군                | 1964년 6월 10일 지정 |      |
| 127호 |      | 진도 남도진성 (珍島 南桃鎭城) (Namdojinseong Fortress, Jindo)                                                                            | 전남 진도군 임회면 남동리 149                                               | 진도군                | 1964년 6월 10일 지정 |      |
| 128호 |      | 양주 회암사지 (楊州 檜巖寺址) (Hoeamsa Temple Site, Yangju)                                                                              | 경기 양주시 회암동 산14                                                     | 양주시                | 1964년 6월 10일 지정 |      |
| 129호 |      | 울주 천황산 요지 (蔚州 天皇山 窯址) (Kiln Site in Cheonhwangsan Mountain, Ulju)                                                          | 울산 울주군 상북면 배내주암길 108-114 (이천리)                              | 울주군                | 1964년 6월 10일 지정 |      |
| 130호 |      | 강화 삼랑성 (강화 三郞城) (Samnangseong Fortress, Ganghwa)                                                                               | 인천 강화군 길상면 온수리 산41                                              | 강화군                | 1964년 6월 10일 지정 |      |
| 131호 |      | 합천 영암사지 (陜川 靈岩寺址) (Yeongamsa Temple Site, Hapcheon)                                                                          | 경남 합천군 가회면 황매산로 637-97 (둔내리)                                 | 합천군                | 1964년 6월 10일 지정 |      |
| 132호 |      | 강화산성 (江華山城) (Ganghwasanseong Fortress)                                                                                           | 인천 강화군 강화읍 국화리 산3번지 일원                                      | 강화군                | 1964년 6월 10일 지정 |      |
| 133호 |      | 강화 고려궁지 (江華 高麗宮址) (Goryeo Palace Site, Ganghwa)                                                                              | 인천 강화군 강화읍 북문길 42 (관청리)                                       | 강화군                | 1964년 6월 10일 지정 |      |
| 134호 |      | 제주 삼성혈 (濟州 三姓穴) (Samseonghyeol Shrine, Jeju)                                                                                   | 제주 제주시 삼성로 22 (이도일동)                                            | .                     | 1964년 6월 10일 지정 |      |
| 135호 |      | 부여 궁남지 (扶餘 宮南池) (Gungnamji Pond, Buyeo)                                                                                        | 충남 부여군 부여읍 동남리 117외                                             | 부여군                | 1964년 6월 10일 지정 |      |
| 136호 |      | 강화 참성단 (강화 塹星壇) (Chamseongdan Altar, Ganghwa)                                                                                  | 인천 강화군 화도면 흥왕리 산42-1                                            | 강화군                | 1964년 7월 11일 지정 |      |
| 137호 |      | 강화 부근리 지석묘 (江華 富近里 支石墓) (Dolmen in Bugeun-ri, Ganghwa)                                                                   | 인천 강화군 하점면 부근리 317                                               | 강화군                | 1964년 7월 11일 지정 |      |
| 138호 |      | 경주 서출지 (慶州 書出池) (Seochulji Pond, Gyeongju)                                                                                     | 경북 경주시 남산1길 17 (남산동)                                             | 경주시                | 1964년 7월 11일 지정 |      |
| 139호 |      | 김포 문수산성 (金浦 文殊山城) (Munsusanseong Fortress, Gimpo)                                                                            | 경기 김포시 월곶면 포내리 산36-1                                            | 김포시                | 1964년 8월 29일 지정 |      |
| 140호 |      | 오산 독산성과 세마대지 (烏山 禿山城과 洗馬臺址) (Doksanseong Fortress and Semadae Site, Osan)                                            | 경기 오산시 지곶동 162-1 외                                                 | 오산시                | 1964년 8월 29일 지정 |      |
| 141호 |      | 광주 충효동 요지 (光州 忠孝洞 窯址) (Kiln Site in Chunghyo-dong, Gwangju)                                                                | 광주 북구 금곡동 179-5                                                      | 북구                  | 1964년 8월 29일 지정 |      |
| 142호 |      | 경주 서악동 고분군 (慶州 西岳洞 古墳群) (Ancient Tombs in Seoak-dong, Gyeongju)                                                          | 경북 경주시 서악동 750                                                      | 경주시                | 1964년 8월 29일 지정 |      |
| 143호 |      | 서울 문묘와 성균관 (서울 文廟와 成均館) (Munmyo Confucian Shrine and Seonggyungwan National Academy, Seoul)                              | 서울 종로구 명륜3가 53                                                      | 종로구                | 1964년 11월 10일 지정, 2011년 7월 28일 명칭변경                                                                         |      |
| 144호 |      | 고양 벽제관지 (高陽 碧蹄館址) (Byeokjegwan Guesthouse Site, Goyang)                                                                      | 경기 고양시 덕양구 벽제관로 34-16 (고양동)                                  | 고양시                | 1965년 2월 2일 지정 |      |
| 145호 |      | 고창읍성 (高敞邑城) (Gochangeupseong Walled Town)                                                                                        | 전북 고창군 고창읍 읍내리 126                                               | 고창군                | 1965년 4월 1일 지정 |      |
| 146호 |      | 무주 적상산성 (茂朱 赤裳山城) (Jeoksangsanseong Fortress, Muju)                                                                          | 전북 무주군 적상면 북창리 산119                                             | 무주군                | 1965년 7월 10일 지정 |      |
| 147호 |      | 문경 조령 관문 (聞慶 鳥嶺 關門) (Gates of Joryeong Path, Mungyeong)                                                                      | 경북 문경시 문경읍 상초리 555                                               | 문경시                | 1966년 3월 22일 지정 |      |
| 148호 |      | 파주 덕은리 주거지와 지석묘군 (坡州 德隱里 住居址와 支石墓群) (Dwelling Site and Dolmens in Deogeun-ri, Paju)                            | 경기 파주시 월롱면 덕은리 산46                                              | 파주시                | 1966년 3월 22일 지정 |      |
| 149호 |      | 서울 육상궁 (서울 毓祥宮) (Yuksanggung Shrine, Seoul)                                                                                    | 서울 종로구 창의문로 12 (궁정동)                                            | 경복궁                | 1966년 3월 22일 지정, 2011년 7월 28일 명칭변경                                                                          |      |
| 150호 |      | 익산 미륵사지 (益山 彌勒寺址) (Mireuksa Temple Site, Iksan)                                                                              | 전북 익산시 금마면 기양리 32-2                                              | 익산시                | 1966년 6월 22일 지정 |      |
| 151호 |      | 하동 고소성 (河東 姑蘇城) (Gososeong Fortress, Hadong)                                                                                   | 경남 하동군 악양면 평사리 산31                                              | 하동군                | 1966년 9월 6일 지정 |      |
| 152호 |      | 함양 사근산성 (咸陽 沙斤山城) (Sageunsanseong Fortress, Hamyang)                                                                         | 경남 함양군 수동면 원평리 산60                                              | 함양군                | 1966년 9월 8일 지정 |      |
| 153호 |      | 울주 언양읍성 (蔚州 彦陽邑城) (Eonyangeupseong Walled Town, Ulju)                                                                        | 울산 울주군 성안2길 55-8 (언양읍)                                           | 울주군                | 1966년 12월 27일 지정                                                                                                   |      |
| 154호 |      | 경주 옥산서원 (慶州 玉山書院) (Oksanseowon Confucian Academy, Gyeongju)                                                                  | 경북 경주시 안강읍 옥산서원길 216-27 (옥산리)                               | .                     | 1967년 3월 8일 지정 |      |
| 155호 |      | 아산 이충무공 유허 (牙山 李忠武公 遺墟) (Historic Site Related to Yi Sun-sin, Asan)                                                      | 충남 아산시 염치읍 백암리 산57                                              | 현충사                | 1967년 3월 18일 지정 |      |
| 156호 |      | 부여 증산성 (扶餘 甑山城) (Jeungsanseong Fortress, Buyeo)                                                                                | 충남 부여군 규암면 신성리 산86                                              | 부여군                | 1967년 3월 25일 지정 |      |
| 157호 |      | 환구단 (圜丘壇) (Hwangudan Altar) | 서울 중구 소공동 87-1                                                       | 중구                  | 1967년 7월 15일 지정 |      |
| 158호 |      | 경주 문무대왕릉 (慶州 文武大王陵) (Tomb of King Munmu, Gyeongju)                                                                         | 경북 경주시 양북면 봉길리 앞 해중(대왕암)                                   | 경주시                | 1967년 7월 24일 지정 |      |
| 159호 |      | 경주 이견대 (慶州 利見臺) (Igyeondae Pavilion, Gyeongju)                                                                                 | 경북 경주시 감포읍 대본리 661                                               | 경주시                | 1967년 8월 1일 지정 |      |
| 160호 |      | 서울 살곶이 다리 (서울 [箭串橋]) | 서울 성동구 행당동 58                                                       | 성동구                | 1967년 12월 15일 지정, 2011년 7월 28일 명칭변경, 2011년 12월 23일 해제, 보물 제1738호로 변경                            |      |
| 161호 |      | 경주 동부 사적지대 (慶州 東部 史蹟地帶) (Archaeological Area in Eastern Gyeongju)                                                        | 경북 경주시 황남동 104-1번지                                                | 경주시                | 1968년 7월 24일 지정 |      |
| 162호 |      | 북한산성 (北漢山城) (Bukhansanseong Fortress)                                                                                            | 경기 고양시 덕양구 북한동 산1-1번지 외 서울 은평구,성북구,강북구,도봉구일원 | 고양시                | 1968년 12월 5일 지정 |      |
| 163호 |      | 경주 낭산 일원 (慶州 狼山 一圓) (Archaeological Area of Nangsan Mountain, Gyeongju)                                                      | 경북 경주시 보문동 214-2                                                    | 경주시                | 1968년 12월 13일 지정                                                                                                   |      |
| 164호 |      | 진주 평거동 고분군 (晋州 平居洞 古墳群) (Ancient Tombs in Pyeonggeo-dong, Jinju)                                                         | 경남 진주시 평거동 산44-2                                                   | 진주시                | 1968년 12월 19일 지정                                                                                                   |      |
| 165호 |      | 고령 고아리 벽화 고분 (高靈 古衙里 壁畵 古墳) (Mural Tomb in Goa-ri, Goryeong)                                                           | 경북 고령군 고령읍 고아리 산13                                              | 고령군                | 1968년 12월 19일 지정                                                                                                   |      |
| 166호 |      | 정읍 무성서원 (井邑 武城書院) (Museongseowon Confucian Academy, Jeongeup)                                                                | 전북 정읍시 칠보면 무성리 500                                               | 정읍시                | 1968년 12월 19일 지정                                                                                                   |      |
| 167호 |      | 해남윤씨 녹우당 일원 (海南尹氏 綠雨堂 一圓) (Nogudang House of the Haenam Yun Clan and Surroundings)                                     | 전남 해남군 해남읍 녹우당길 135 (연동리)                                    | .                     | 1968년 12월 19일 지정                                                                                                   |      |
| 168호 |      | 원주 거돈사지 (原州 居頓寺址) (Geodonsa Temple Site, Wonju)                                                                              | 강원 원주시 부론면 정산리 189                                               | 원주시                | 1968년 12월 19일 지정                                                                                                   |      |
| 169호 |      | 창녕 영산 석빙고 (昌寧 靈山 石氷庫) | 경남 창녕군 영산면 교리 산10-2                                              | 창녕군                | 1969년 2월 28일 지정, 2011년 12월 23일 해제, 보물 제1739호로 재지정                                                     |      |
| 170호 |      | 안동 도산서원 (安東 陶山書院) (Dosanseowon Confucian Academy, Andong)                                                                    | 경북 안동시 도산면 도산서원길 154 (토계리)                                  | 안동시                | 1969년 5월 28일 지정 |      |
| 171호 |      | 서울 고종 어극 40년 칭경기념비 (서울 高宗 御極 40年 稱慶紀念碑) (Monument for the 40th Anniversary of King Gojong's Enthronement, Seoul) | 서울 종로구 세종로 142-3                                                    | 종로구                | 1969년 7월 18일 지정 |      |
| 172호 |      | 경주 오릉 (慶州 五陵) (Five Royal Tombs, Gyeongju)                                                                                       | 경북 경주시 탑동 67                                                         | 경주시                | 1969년 8월 27일 지정 |      |
| 173호 |      | 경주 일성왕릉 (慶州 逸聖王陵) (Tomb of King Ilseong, Gyeongju)                                                                           | 경북 경주시 탑동 산23                                                       | 경주시                | 1969년 8월 27일 지정 |      |
| 174호 |      | 경주 탈해왕릉 (慶州 脫解王陵) (Tomb of King Talhae, Gyeongju)                                                                            | 경북 경주시 동천동 산17                                                     | 경주시                | 1969년 8월 27일 지정 |      |
| 175호 |      | 경주 미추왕릉 (慶州 味鄒王陵) (Tomb of King Michu, Gyeongju)                                                                             | 경북 경주시 황남동 89-2                                                     | 경주시                | 1969년 8월 27일 지정 |      |
| 176호 |      | 경주 법흥왕릉 (慶州 法興王陵) (Tomb of King Beopheung, Gyeongju)                                                                         | 경북 경주시 효현동 63                                                       | 경주시                | 1969년 8월 27일 지정 |      |
| 177호 |      | 경주 진흥왕릉 (慶州 眞興王陵) (Tomb of King Jinheung, Gyeongju)                                                                          | 경북 경주시 서악동 산92-2번지 일원                                          | 경주시                | 1969년 8월 27일 지정 |      |
| 178호 |      | 신라진지문성왕릉 (新羅眞智文聖王陵) | 경북 경주시 서악동 산92-2                                                   | 경주시                | 1969년 8월 27일 지정, 2011년 7월 28일 해제, 사적 517호와 사적 518호로 분리, 재지정                                      |      |
| 179호 |      | 경주 헌안왕릉 (慶州 憲安王陵) (Tomb of King Heonan, Gyeongju)                                                                            | 경북 경주시 서악동 산92-2                                                   | 경주시                | 1969년 8월 27일 지정 |      |
| 180호 |      | 경주 진평왕릉 (慶州 眞平王陵) (Tomb of King Jinpyeong, Gyeongju)                                                                         | 경북 경주시 보문동 608                                                      | 경주시                | 1969년 8월 27일 지정 |      |
| 181호 |      | 경주 신문왕릉 (慶州 神文王陵) (Tomb of King Sinmun, Gyeongju)                                                                            | 경북 경주시 배반동 453-1                                                    | 경주시                | 1969년 8월 27일 지정 |      |
| 182호 |      | 경주 선덕여왕릉 (慶州 善德女王陵) (Tomb of Queen Seondeok, Gyeongju)                                                                     | 경북 경주시 보문동 산79-2                                                   | 경주시                | 1969년 8월 27일 지정 |      |
| 183호 |      | 경주 효공왕릉 (慶州 孝恭王陵) (Tomb of King Hyogong, Gyeongju)                                                                           | 경북 경주시 배반동 산14                                                     | 경주시                | 1969년 8월 27일 지정 |      |
| 184호 |      | 경주 효소왕릉 (慶州 孝昭王陵) (Tomb of King Hyoso, Gyeongju)                                                                             | 경북 경주시 조양동 산8                                                      | 경주시                | 1969년 8월 27일 지정 |      |
| 185호 |      | 경주 신무왕릉 (慶州 神武王陵) (Tomb of King Sinmu, Gyeongju)                                                                             | 경북 경주시 동방동 660                                                      | 경주시                | 1969년 8월 27일 지정 |      |
| 186호 |      | 경주 정강왕릉 (慶州 定康王陵) (Tomb of King Jeonggang, Gyeongju)                                                                         | 경북 경주시 남산동 산53                                                     | 경주시                | 1969년 8월 27일 지정 |      |
| 187호 |      | 경주 헌강왕릉 (慶州 憲康王陵) (Tomb of King Heongang, Gyeongju)                                                                          | 경북 경주시 남산동 산55                                                     | 경주시                | 1969년 8월 27일 지정 |      |
| 188호 |      | 경주 내물왕릉 (慶州 奈勿王陵) (Tomb of King Naemul, Gyeongju)                                                                            | 경북 경주시 교동 14                                                         | 경주시                | 1969년 8월 27일 지정 |      |
| 189호 |      | 충주 임충민공 충렬사 (忠州 林忠愍公 忠烈祠) (Chungnyeolsa Shrine for Im Gyeong-eop, Chungju)                                             | 충북 충주시 충열1길 6 (단월동)                                              | 충주시                | 1969년 11월 21일 지정                                                                                                   |      |